# Os frontal

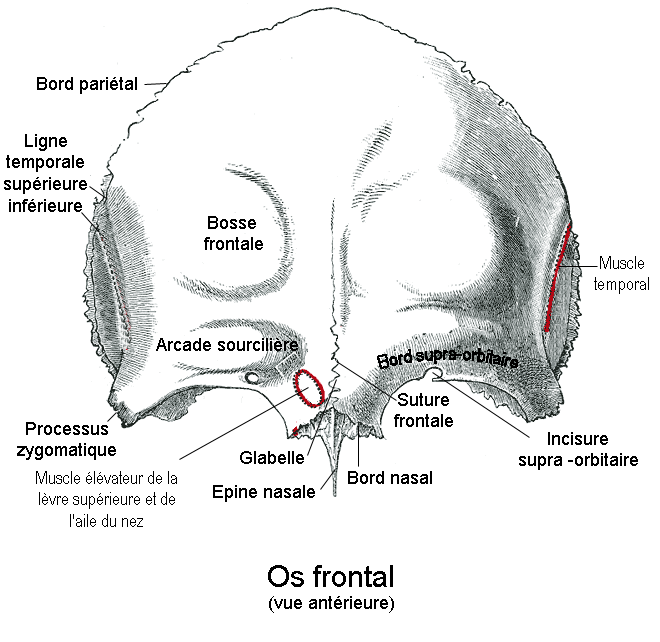
Os frontal. Vue antérieure

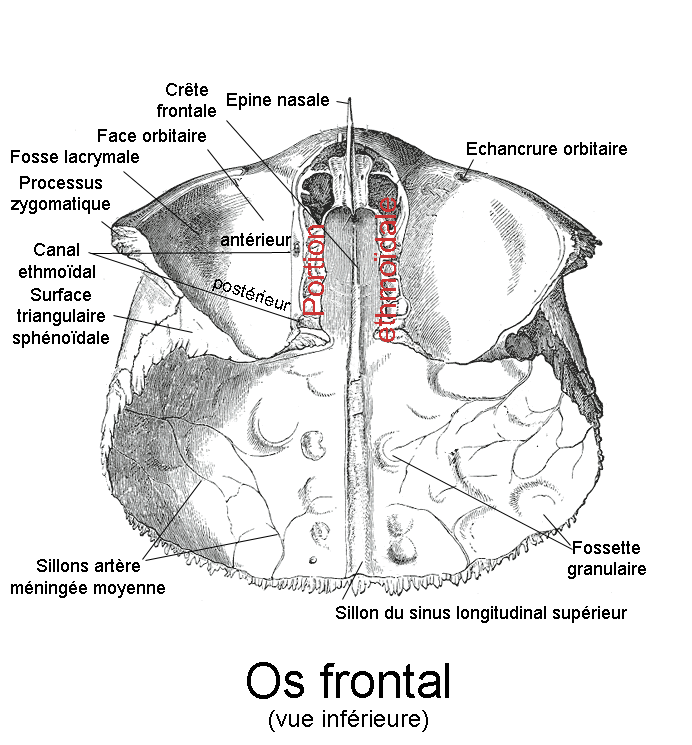
Os frontal. Vue inférieure

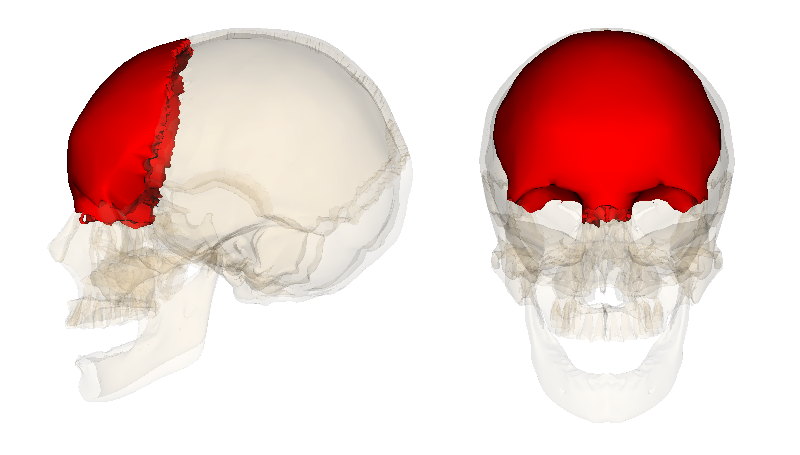
Position de l'os frontal

 (mars 2021).
Si vous disposez d'ouvrages ou d'articles de référence ou si vous connaissez des sites web de qualité traitant du thème abordé ici, merci de compléter l'article en donnant les références utiles à sa vérifiabilité et en les liant à la section « Notes et références ».
L'os frontal est un os impair et médian, plat, galbé, partiellement pneumatisé avec les sinus frontaux et participant à la formation du crâne et du massif facial.
Il est constitué de deux parties :
- une partie supérieure verticale : l'écaille de l'os frontal constituant le relief frontal,
- une partie inférieure horizontale : la partie orbitale de l'os frontal constituant le toit orbital.

Les deux parties sont séparées par la crête orbito-nasale.
On le divise traditionnellement en deux faces : antérieure ou exocrânienne et postérieure ou endocrânienne et un bord qui en fait le tour complet.

## Description

### Face antérieure
Elle est séparée en deux parties par une crête saillante appelée crête orbito-nasale : une partie convexe supérieure dite portion frontale et une partie inférieure horizontale, la portion orbito-nasale.

#### Crête orbito-nasale
Elle se partage entre :
- au centre, une échancrure en forme de V renversé: l'échancrure nasale qui s'articule :
  - au centre avec les os nasaux,
  - en dehors avec la branche montante de l'os maxillaire.
- de chaque côté, en arrière et au-dessus par rapport à l'échancrure nasale, les arcades orbitaires ; concaves vers le bas, elles se prolongent en dehors et en dedans par des processus
  - un processus latéral oblique en bas et en dehors appelé processus zygomatique, qui se raccorde avec l'angle supérieur de l'os zygomatique
  - un processus médial plus large, plus mince et qui descend plus bas que le latéral s'articule avec l'os lacrymal.

L'arcade orbitaire présente à l'union de son tiers interne et deux tiers externes une échancrure: l'incisure supra-orbitaire, celle-ci pouvant être refermée formant ainsi un foramen supra-orbitaire.

#### Portion frontale
Portion sous cutanée, convexe et lisse, elle présente :
- sur la ligne médiane et chez le sujet jeune, une ligne de suture qui généralement s'estompe avec l'âge. En moyenne vers l'âge de 6 ans, elle ne reste visible que dans la partie basse de l'os et forme la suture métopique ou suture frontale. Au bas de cette ligne, se trouve une bosse : la glabelle,
- latéralement, on trouve 
  - de haut en bas
    - une surface lisse convexe
    - une protubérance plus marquée chez le sujet jeune : la bosse frontale
    - une saillie arquée plus prononcée en dedans qu'en dehors et qui détermine le relief des sourcils : l'arcade sourcilière

  - à l'extérieur, séparée de la zone précédente par une crête saillante oblique en haut et en dehors au-dessus du processus zygomatique : la ligne temporale de l’os frontal (ou crête latérale du frontal ou crête temporale du frontal), se trouve une surface triangulaire déprimée qui regarde latéralement et qui participe à la partie antérieure de la fosse temporale.

Le point de Kocher, repère chirurgical, s'y trouve.

#### Partie nasale
Elle est occupée au centre par une large échancrure rectangulaire qui occupe pratiquement toute la profondeur de la portion: l'incisure ethmoïdale. Elle se prolonge en avant, sur la ligne médiane, par l'épine nasale qui s'articule par une surface rugueuse avec les os nasaux en avant et qui présente en arrière deux gouttières qui participent à la voûte des fosses nasales séparées par une crête qui s'articule avec la lame perpendiculaire de l'os ethmoïde.
A l'avant elle forme le bord nasal de l'os frontal, échancré en forme de V ouvert en bas. Il s'articule en dedans avec les os nasaux par la suture fronto-nasale et en dehors avec le processus frontal du maxillaire par la suture fronto-maxillaire.

### Face postérieure
La face postérieure ou endocrânienne comporte une partie verticale concave répondant aux lobes frontaux du cerveau. On retrouve sur la ligne médiane, le foramen caecum et la crête frontale qui bifurque pour former la sillon du sinus sagittal supérieur. Latéralement, on décrit les fosses frontales, les sillons vasculaires et les dépressions correspondant aux empreintes de circonvolutions cérébrales.
La partie horizontale ou orbito-nasale de l'os frontal présente l'échancrure ou incisure ethmoïdale du frontal et les bosses orbitales.

### Bord
Le bord qui limite l'os frontal est circonférenciel.
Sa partie supérieure (ou bord squameux ou bord pariétal) s'articule avec le bord antérieur de l'os pariétal formant la suture coronale.
Sa partie inférieure (ou bord orbito-nasal) contourne en bas l'incisure ethmoïdale. De la zone médiale vers la zone latérale il s'articule :
- avec l'os nasal formant la suture fronto-nasale,
- avec la processus frontal du maxillaire formant la suture fronto-maxillaire,
- avec l'os lacrymal formant la suture fronto-lacrymale,
- avec l'os ethmoïde formant la suture fronto-ethmoïdale,
- avec les grandes ailes et les petites ailes de l'os sphénoïde.

### Sinus frontaux
Les sinus de l'os frontal sont les deux cavités aériennes situées dans l'épaisseur de l'os en bas de l'écaille et derrière les arcades sourcilières. Ils sont séparés par un septum osseux sagittal et communiquent via l'orifice du sinus frontal avec le méat nasal moyen.

## Embryologie
L'os frontal est d'origine membraneuse et cartilagineuse.
Un premier point d'ossification d'origine cartilagineuse apparaît au niveau de l'épine nasale.
À la 8e semaine de grossesse deux points d'ossification membraneux apparaissent au niveau des bosses frontales qui fusionneront en laissant la fissure métopique qui s'ossifie entre 6 et 8 ans..

## Anatomie comparée
Chez la plupart des vertébrés, l'os frontal est pair. On le trouve généralement à la partie supérieure de la tête, entre les yeux.
Chez de nombreux animaux autres que les mammifères, il ne participe pas à la constitution de la cavité orbitaire. Chez les reptiles, les poissons osseux et les amphibiens, il est souvent séparé de l'orbite par un ou deux os supplémentaires qu'on ne trouve pas chez les mammifères : les préfrontaux et postfrontaux, qui forment le bord supérieur des orbites et qui se trouvent de chaque côté des os frontaux.

## Galerie

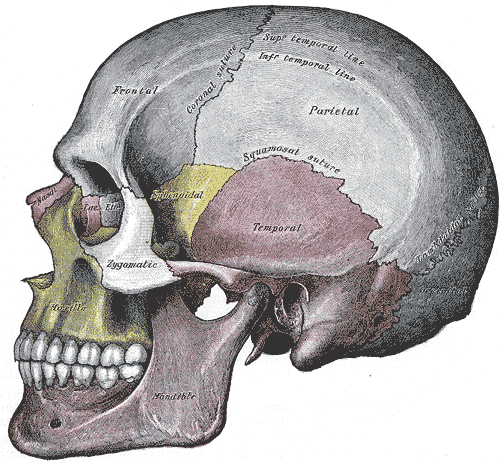
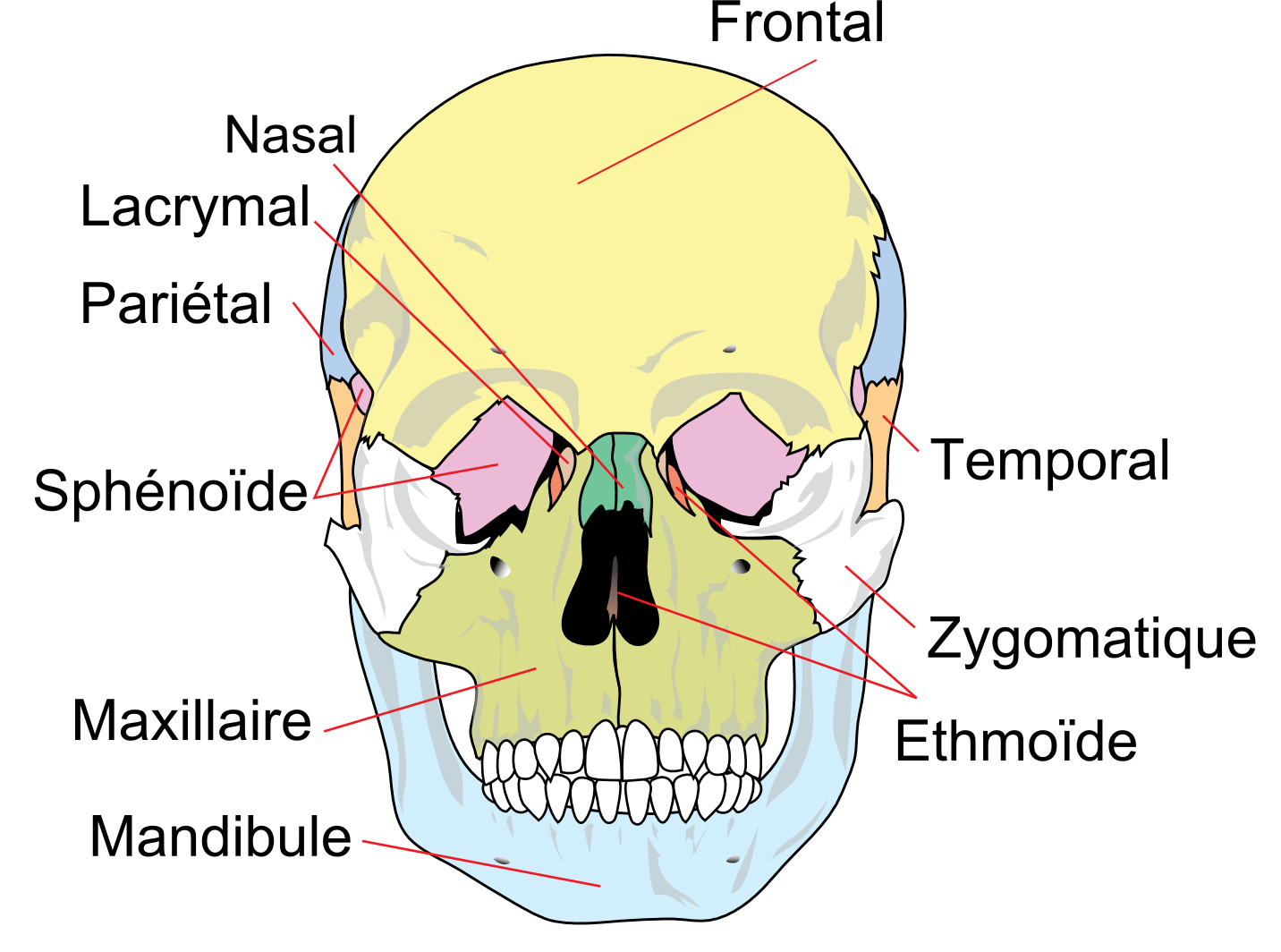
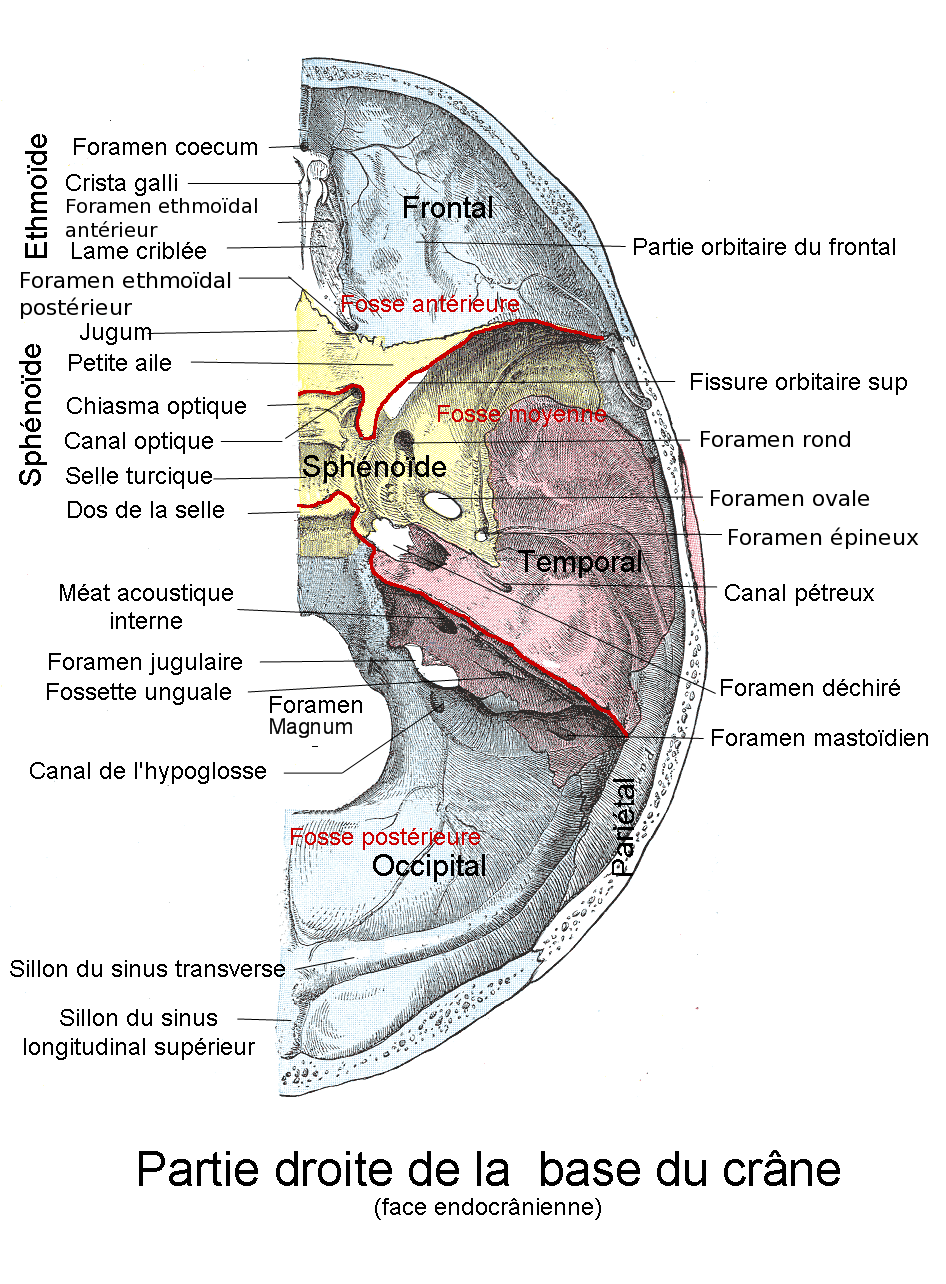
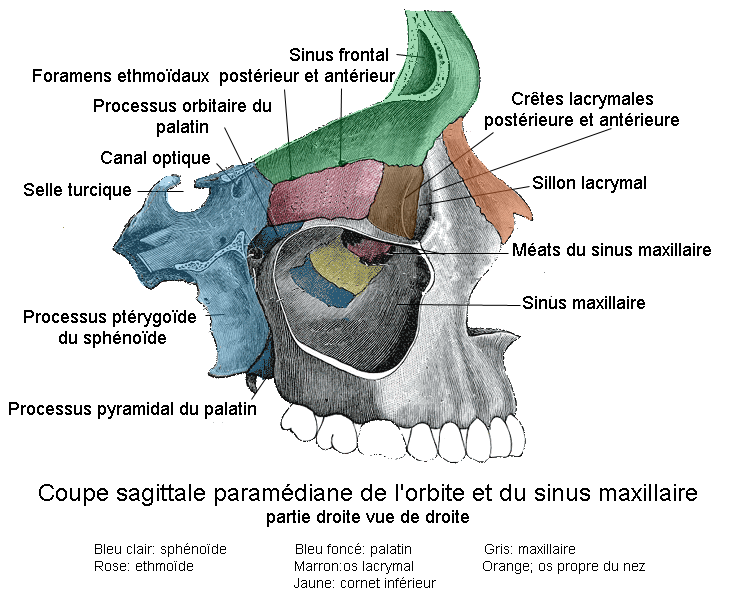